# Agnieszka von Rochlitz
Agnieszka von Rochlitz (zm. 1195) – pochodząca z domu Wettynów żona pierwszego księcia Meranii Bertolda IV, matka Jadwigi Śląskiej, Gertrudy oraz Agnieszki z Meran.

## Rodzina
Rodzicami Agnieszki von Rochlitz byli Dedo III i Matylda von Heinsberg. Wychodząc za Bertolda IV Agnieszka otrzymała tytuł księżnej Meranii i hrabiny Andechs. W 1186 mąż Agnieszki towarzyszył Fryderykowi Barbarossie w wyprawie na Królestwo Sycylii. W 1189 wziął udział w III wyprawie krzyżowej. Zmarła w 1195. Pochowana wraz z mężem w klasztorze augustiańskim w Dießen am Ammersee.
| 4. Konrad Wielki          |  |                          |  |  |                           |
|                           |  | 2. Dedo III              |  |  |                           |
| 5. Ludgarda z Ravensburga |  |                          |  |  |                           |
|                           |  |                          |  |  | 1. Agnieszka von Rochlitz |
| 6. NN                     |  |                          |  |  |                           |
|                           |  | 3. Matylda von Heinsberg |  |  |                           |
| 7. NN                     |  |                          |  |  |                           |
|                           |  |                          |  |  |                           |

## Potomstwo
Małżeństwo miało dziewięcioro dzieci:
- Otto I, książę Meranii
- Ekbert, biskup Bambergu[3]
- Henryk, margrabia Istrii
- Jadwiga, księżna Śląska
- Gertruda, królowa Węgier
- Agnieszka, królowa Francji
- Bertold, patriarcha Akwilei, arcybiskup koloński
- Mechtylda, opatka Kissingen
- NN, żona króla Serbów

Agnieszka von Rochlitz była babką św. Elżbiety z Turyngii oraz carycy Bułgarii Anny Marii.